# Kay Beauchamp
Kathleen Mary 'Kay' Beauchamp (27 mai 1899 - 25 janvier 1992) est une figure de proue du Parti communiste de Grande-Bretagne dans les années 1920. Elle aide à fonder The Daily Worker (plus tard The Morning Star) et est conseillère locale à Finsbury.

## Biographie

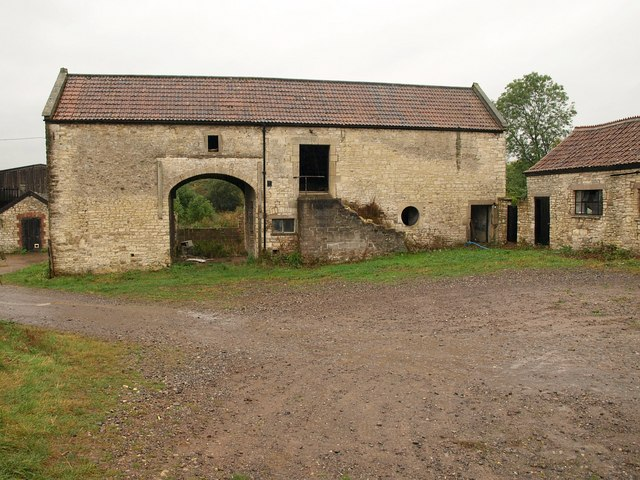
Welton Manor Farm, Midsomer Norton, où elle a grandi

Elle est née dans une famille d'agriculteurs à Welton Manor Farm, Midsomer Norton, Somerset, le 27 mai 1899. Elle est la sœur de Joan Beauchamp, plus tard Joan Thompson, qui est une éminente suffragette et associée de Sylvia Pankhurst. La famille fait partie de la famille Beauchamp qui domine le bassin houiller du Somerset, son père étant le cousin de Sir Frank Beauchamp et de Louis Beauchamp qui possèdent des mines de charbon dans la région. Sa mère est décédée en 1904 alors que Kay n'a que quatre ans.
Elle obtient un diplôme en histoire à l'University College de Londres en 1924. Cette année-là, elle épouse le libraire et bibliographe Graham Pollard (en), fils du professeur Albert Pollard.
Elle rejoint le Parti communiste, dont elle est secrétaire internationale. Elle est l'un des huit membres du Parti qui produisent la toute première édition de The Daily Worker (plus tard The Morning Star), paru le 1er janvier 1930. En tant que directrice générale, elle est emprisonnée pour outrage au tribunal lorsque le journal décrit la condamnation de Wal Hannington (en), un dirigeant ouvrier au chômage, comme un « coup monté ».
Elle travaille comme enseignante et est également impliquée dans le département de l'éducation du Parti communiste. Au cours des années 1930 et 1940, elle travaille en étroite collaboration avec Harry Pollitt, organisant des marches de la faim, un travail de solidarité pour la guerre civile espagnole et la campagne pour le deuxième front pendant la Seconde Guerre mondiale.
Après la guerre, elle est élue conseillère locale à Finsbury. Elle est également secrétaire internationale du Parti communiste. Dans ce rôle, elle effectue plusieurs visites en Afrique. Elle est impliquée dans le Mouvement pour la liberté coloniale (MCF), fondé en 1954, et travaille avec Kwame Nkrumah, Jomo Kenyatta et d'autres futurs dirigeants de l'Afrique émergente.
En 1972, son premier mariage est dissous et elle épousé Tony Gilbert. Elle continue à être active en politique jusqu'à sa mort, le 25 janvier 1992.

## Publications
- Leninism ~ a syllabus (1940)
- Our Borough - an introductory discussion syllabus. On the government of the borough of Finsbury (1945)
- Canvassing (1945)
- Fascism and how to defeat it (1959)
- We can get those deep shelters (1961)
- Black citizens (1973)
- Report of Liberation Conference to isolate and defeat racism (1977)
- One race, the human race (1979)
- Ethiopia: An African Giant Awakens [avec Tony Gilbert] (1985)
- Racism: A Threat to World Peace – [avec Amanda Mensah] (1986)
- Ring Around the Carnival [avec Maggie Chetty] (1986)